# Hans Schneider (vattenpolospelare)
Hans Schneider, född 21 oktober 1909 i Duisburg, död 19 juli 1972 i Duisburg, var en tysk vattenpolospelare.
Schneider blev olympisk silvermedaljör i vattenpolo vid sommarspelen 1936 i Berlin.